# Steppenwolf
Steppenwolf er et nordamerikansk rock-band, der blev etableret i 1967 i Los Angeles af John Kay (Joachim Fritz Krauledat) som efterfølgeren til bandet Sparrow.

## Baggrund og karriere
John Kay var født i Tilsit i det daværende Østpreussen som søn af en tysk soldat, som Kay aldrig fik at se, da han døde på østfronten inden John Kays fødsel. Efter en farefuld flugt med sin mor og en gruppe andre flygtninge kom Kay med sin mor til Vesttyskland og derfra til Canada, inden Kay slog sig ned i USA. Steppenwolf opnåede i perioden 1968-74 betydelig kommerciel succes med hits som "Magic Carpet Ride", "The Pusher", "Monster" og "Rock Me" samt bandets mest kendte hit "Born to Be Wild" skrevet af det tidligere Sparrow guitarist Mars Bonfire. "Born to Be Wild" har gennem årene indbragt Mars Bonfire adskillige millioner dollars i royalties. Der findes ikke mange rock-opsamlingsalbum, hvor "Born to Be Wild" ikke er med.
Steppenwolf tog navn efter Hermann Hesses bog Steppeulven fra 1927. Det var John Kays nabo, pladeproduceren Gabriel Mekler fra Los Angeles, hvis hustru var veninde med Kays hustru, Jutta, der i 1967 i forbindelse med bandets indspilning af en demo foreslog navnet Steppenwolf. På det tidspunkt kendte ingen i bandet Hesses bog, men man syntes navnet Steppenwolf så godt ud på ud på print. Den oprindelige besætning bestod af John Kay (vokal og rytmeguitar), Goldy McJohn (John Goadsby) (orgel), Michael Monarch (leadguitar), Jerry Edmonton (Gerald McCrohan) (trommer) og Rushton Moreve (John Russell Morgan) (bas).
Steppenwolf gik i opløsning i 1972, men blev kortvarigt gendannet i perioden 1974-76, hvor bandet udsendte albummet Skullduggery. I perioden herefter har en række af de tidligere medlemmer, herunder bandets frontfigur John Kay, optrådt i forskellige konstellationer under navnet Steppenwolf. I en lang periode optrådte der adskillige bands under navnet Steppenwolf, hvor især Goldy McJohn og Nick St. Nicholas var involveret. En af disse konstellationer med en John Kay-efterligning nåede at optræde i Danmark. Da det begyndte at ebbe ud med afregninger til John Kay og Jerry Edmonton, der ejede retten til navnet Steppenwolf, blev Goldy McJohn og Nick St. Nicholas indkaldt til et møde med Kay og Edmontons advokater. Mødet sluttede med, at McJohn og St. Nicholas udover de sædvanlige 10 procent af indtægterne fra deres Steppenwolf-efterligninger til Kay og Edmonton, også fraskrev sig deres fremtidige royalties fra Steppenwolfs bagkatalog og overlod disse indtægter til Kay og Edmonton. Kort tid efter dukkede det nye medie, cd'en op, hvilket betød at salget af bandets bagkatalog eksploderede, som ifølge McJohn betød et tab for ham på $8.000.000. Da perioden med efterligninger sluttede, besluttede John Kay sig for at genopbygge navnet Steppenwolf og startede nu en intensiv amerikaturné, hvor bandet i starten måtte tage til takke med at spille på barer og små spillesteder. Bandet optrådte nu som John Kay & Steppenwolf. Nick St. Nicholas startede siden hen bandet World Classic Rockers med tidligere medlemmer fra store bands, herunder Michael Monarch også fra Steppenwolf og Randy Meisner fra The Eagles. Det nydannede John Kay & Steppenwolf besøgte første gang Danmark den 30. oktober 1990, hvor de gav en fremragende koncert i Pumpehuset. 3 danske fans, Flemming Hjøllund Petersen, Lars Henrik Christensen og Nicolaj Enig dannede kort tid efter en skandinavisk fanclub, der i en lang årrække var den største internationale fanklub sammenlignet med andre afdelinger i U.S.A, Australien og Tyskland. Selvsamme herrer udgav i flere år et fanzine kaldet Ulvespor.
Den nuværende besætning i John Kay & Steppenwolf består af John Kay, Michael Wilk (orgel), Danny Johnson (leadguitar), Gary Link (bas) og Ron Hurst (trommer) og denne besætning er faktisk den længst eksisterende i Steppenwolfs snart 50årige levetid.
Steppenwolf har besøgt Danmark adskillige gange siden 1969.
For nogle år siden solgte John Kay hele sit bagkatalog og Steppenwolf.com til sin tidligere manager, Ron Rainey, for et ukendt millionbeløb. John Kay & Steppenwolf har skåret ned på antallet af koncerter, så de nu helst ikke giver mere end 10 koncerter pr. år. Det seneste par årtier har bandet også givet koncerter i Europa, udover Danmark bl. a også i Norge, Sverige, England, Tyskland, Frankrig, Italien, Grækenland, Belgien og Schweiz.
Den 14. oktober 2018 lægger Steppenwolf op efter mere end 50 års indsats i rockens tjeneste. I den lille by Baxter Springs, Kansas, giver bandet deres sidste koncert. Derefter vil John Kay koncentrere sig om sine velgørenheds projekter, bl.a i The Maue Kay Foundation, der støtter bl. a skoleprojekter og elefantprojekter. Kay har dog planlagt at tage ud som solist med et show, hvor han mixer historier fra sit liv akkompagneret med sange fra hans lange glorværdige karriere. Med Steppenwolfs tilbagetrækning markere det slutningen på en fantastisk karriere, hvor bandet fra 1968 og de følgende år var
en af verdens mest populære livebands. Rest in Peace!

### Studiealbum
- Steppenwolf (januar 1968)
- The Second (oktober 1968)
- At Your Birthday Party (marts 1969)
- Monster (november 1969)
- Steppenwolf 7 (november 1970)John KayJo
- For Ladies Only (november 1971)
- Slow Flux (1974)
- Hour of the Wolf (1975)
- Skullduggery (1976)
- Wolftracks (1982)
- Paradox (1984)
- Rock & Roll Rebels (1987)
- Rise & Shine (1990)

### Livealbum
- Early Steppenwolf (juli 1969)
- Steppenwolf Live (april 1970)
- Live in London (1981)
- Live at 25 (1995)
- Live in Louisville (oktober 2004)